# Арсеній (Мацеєвич)
Митрополит Арсеній (у миру Олександр Іванович Мацієвич або Мацеєвич; 1697 — 28 лютого (10 березня) 1772священномученик, богослов, проповідник, митрополит Тобольський, митрополит Ростовський безпатріаршої РПЦ.

## Біографія
Походив з волинського шляхетського роду, народився в місті Володимирі 1697 року в родині православного священика. Дід його був поляком, а батько унійним священиком у Володимирі. Здобув гарну освіту: вчився в місцевій духовній школі, у Львівській та Київській академіях.
1716 року майбутнього митрополита направили в Чернігівську єпархію до Новгород-Сіверського Спаського монастиря проповідником. Тут він був пострижений у чернецтво з ім'ям Арсеній. Під час свого перебування в Чернігові Арсеній зблизився з архієпископом Антонієм Стаховським. У 1718 році за власним бажанням був відпущений у Київську академію для «слухання філософії і богослов'я». Арсеній залишався в Академії до 1726 року, тут отримав сан священика (в 1723 році).
Після закінчення Академії він протягом 1726–1727 рр. був проповідником при київському архієпископі Варлаамі Ванатовичу, в 1728–1729 роках живе в Києво-Печерській лаврі, в 1730 році подорожує до Тобольська, де в цей час перебував Антоній Стаховський.
В ієромонахи його рукоположив єпископ Переяславський Кирило Шумлянський у митрополичому соборі Святої Софії. Два роки він проповідує при Києво-Софійському митрополичому дворі, потім протягом року — в Києво-Печерській Лаврі, а вже 1729 року він приїжджає до Чернігова і зупиняється у Свято-Троїцькому Іллінському монастирі.
Протягом 1734-1735 років був учасником морської Камчатської експедиції. Експедиція то вирушала, то знову поверталася назад. 24 січня 1736 року він разом з іншими керівниками експедиції був привезений з Пустозерського острогу в Адміралтейську колегію. Тільки в січні 1737 року за нього заступився архієпископ Амвросій Юшкевич. Він мав неабиякий вплив на російську імператрицю Анну Іванівну, регентшу Анну Леопольдівну, а потім і на Єлизавету Петрівну. 25 січня 1737 року за поданням Святійшого Синоду о. Арсенія було звільнено, і він прибув до Санкт-Петербурга. 13 вересня 1738 року Святійший синод призначив його екзаменатором ставлеників у священство і законовчителем Кадетського сухопутного корпусу. 
Із 1738 року бувши інквізитором, у Москві Арсеній закатував  до смерті 85-річного ярославського ігумена Трифона. На що Ярославський єпископ подав скаргу до Святійшого синоду, після її розгляду Синод вирішив, щоб надалі духовних осіб катували бережно. Окрім того, відправив на казнь через спалення навернутого в юдаїзм капітан-лейтенанта Возніцина разом з його спокусником Борухом Лейбовим.

### Архиєрейська діяльність
28 вересня 1739 року ієромонах Арсеній Мацієвич стає законним вчителем гімназії при Академії наук. За оцінками дослідників, був сильним богословом і блискучим проповідником. 10 березня 1741 року його призначили на митрополита Тобольського і всього Сибіру. 26 березня 1741 року посвячений в сан митрополита.
28 травня 1742 року вийшов наказ: «Арсенія, митрополита Тобольського, перевести на Ростовську кафедру і бути йому Святійшого Синоду членом».
Після приходу до влади Катерини II, вона розпорядилася забрати монастирські землі в казенну власність. 1763 року Арсеній прислав у Синод, який в той час знаходився в Москві, 2 донесення, у яких різко висловився проти нових розпоряджень щодо церковного майна. Синод представив перше донесення імператриці, і 14 квітня 1763 року в присутності Синоду справа закінчилась його засланням в Архангельську єпархію до Ніколо-Корельського монастиря.
1767 року в цьому ж монастирі, по доносу одного з офіцерів, почалось розслідування нової справи проти Арсенія. По цій справі його було доставлено в Архангельську губернську канцелярію, де він утримувався на час слідства. Ця справа, разом із попередньою, із 1763 року, розглядалась особисто імператрицею. За таке «оскорбление ея величества» владику позбавили сану й чернецтва, засудили до смерті після катувань. Але вирок було замінено на ще тяжчий — довічне ув'язнення в кам'яному мішку Ревельської в'язниці. А щоб муки непокірного митрополита були дошкульніші, цариця розпорядилася повісити на стіні камери його парадний портрет у всіх митрополичих регаліях.[джерело не вказане 1566 днів] Так 70-літній старець закінчив життя — від холоду й голоду.

## Канонізація
У 2004 році Українська православна церква Київського патріархату причислила Арсенія (Мацієвича) до лику святих.